# Trichrous basalis
Trichrous basalis là một loài bọ cánh cứng trong họ Cerambycidae.